# Raw Like Sushi II
Albums de Mr. Big
Mr. Big Live
(1989) Bump Ahead
(1993)
Raw Like Sushi II est le troisième album live du groupe de hard rock Mr. Big. L'album a été enregistré lors du concert au NHK Hall, à Tokyo, le 26 septembre 1991.

## Liste des titres
1. "Daddy, Brother, Lover, Little Boy" - 4:58
2. "Voodoo Kiss" - 5:34
3. "A Little Too Loose" - 5:59
4. "Road to Ruin" - 12:54
5. "CDFF-Lucky This Time" - 12:47
6. "Shyboy" - 4:11
7. "Woman From Tokyo/Baba O'Riley" - 7:30

## Membres
- Eric Martin – Chant
- Paul Gilbert – Guitare
- Billy Sheehan – Basse
- Pat Torpey – Batterie